# Certamen Internacional Leopoldo Alas Mínguez
Concurso literario internacional para textos teatrales en español, portugués, catalán, gallego y euskera de temática LGTBIQ+ organizado por la Fundación SGAE y la Asociación Cultural Visible desde 2007.

## Orígenes y objetivos
Desde 2007 se celebra anualmente el Certamen Internacional Leopoldo Alas Mínguez para obras teatrales de temática LGTBIQ+, una iniciativa organizada por la Fundación SGAE y la Asociación Cultural Visible con que "apoyar a los autores dramáticos y estimular la creación de nuevos textos dramáticos que otorguen visibilidad al colectivo LGTBI."
El premio consta de una dotación de 4.000€ y conlleva la inclusión de la obra en el Ciclo SGAE de Lecturas Dramatizadas así como su publicación por la editorial SGAE. El certamen toma su nombre del escritor y locutor riojano Leopoldo Alas Mínguez, sobrino-biznieto del también escritor Leopoldo Alas Clarín, quien a lo largo de su trayectoria se distinguió por su producción y defensa del colectivo.

## Piezas galardonadas
- De hombre a hombre (Mariano Moro, 2007)
- Levante (Carmen Losa, 2008)
- La playa de los perros destrozados (Nacho de Diego, 2009)
- Clift (Acantilado) (Alberto Conejero, 2010)[4]
- Beca y Eva dicen que se quieren (Juan Luis Mira, 2011)[5]
- El año que se rompió mi corazón (Iñigo Guardamino, 2012)
- Eudy (Itziar Pascual, 2013)
- La tarde muerta (Alberto de Casso, 2014)
- Alimento para mastines (Javier Sahuquillo, 2015)
- El océano contra las rocas (Sergio Martínez Vila, 2016)
- El suelo que sostiene a Hande (Paco Gámez, 2017)
- Eloy y el mañana (Iñigo Guardamino, 2018)[6]
- La armonía de las esferas (Marcos Gisbert, 2019)[7]
- Afuera están los perros (Javier Suárez Lema, 2020)[8]
- Una canción italiana (Javier de Dios, 2021)[9]
- Vagos y maleantes (Juan Carlos Mestre y Celia Morán, 2022).[10]